# Cantonul Pontorson
Cantonul Pontorson este un canton din arondismentul Avranches, departamentul Manche, regiunea Basse-Normandie, Franța.

## Comune
| Comune               | Populație (1999) | Cod poștal | Cod INSEE |
| -------------------- | ---------------- | ---------- | --------- |
| Aucey-la-Plaine      | ...              | 50170      | 50019     |
| Beauvoir             | ...              | 50170      | 50042     |
| Huisnes-sur-Mer      | ...              | 50170      | 50253     |
| Macey                | ...              | 50170      | 50284     |
| Le Mont-Saint-Michel | ...              | 50116      | 50353     |
| Pontorson            | ...              | 50170      | 50410     |
| Sacey                | ...              | 50170      | 50443     |
| Servon               | ...              | 50170      | 50574     |
| Tanis                | ...              | 50170      | 50589     |
| Vessey               | ...              | 50170      | 50630     |